# Un (Surat)
Un is een census town in het district Surat van de Indiase staat Gujarat. 

## Demografie
Volgens de Indiase volkstelling van 2001 wonen er 28761 mensen in Un, waarvan 65% mannelijk en 35% vrouwelijk is. De plaats heeft een alfabetiseringsgraad van 69%. 